# Ісянгільдіно (Хайбуллінський район)
Ісянгі́льдіно (рос. Исянгильдино, башк. Иҫәнгилде) — присілок у складі Хайбуллінського району Башкортостану, Росія. Входить до складу Цілинної сільської ради.
Населення — 486 осіб (2010; 495 в 2002).
Національний склад:
- башкири — 100%